# Pflegezeitgesetz
Das Gesetz über die Pflegezeit (Pflegezeitgesetz) ist am 1. Juli 2008 als Artikel 3 des Pflege-Weiterentwicklungsgesetzes in Kraft getreten. Die Pflegezeit soll Arbeitnehmern gestatten, sich für eine begrenzte Zeitdauer ohne Entgeltfortzahlung von der Arbeit freistellen zu lassen oder in Teilzeit zu arbeiten, um pflegebedürftige Angehörige zu betreuen und zu versorgen, ohne dass dadurch das Arbeitsverhältnis gefährdet würde. Während der Pflegezeit besteht für die Betroffenen ein Sonderkündigungsschutz.
Das Pflegezeitgesetz unterscheidet zwischen kurzzeitiger Arbeitsverhinderung zur Pflege und Pflegezeit. Die kurzzeitige Freistellung kann für maximal zehn Tage in Anspruch genommen werden, um in einer akuten Pflegesituation Hilfe zu leisten. Hier bleibt der Sozialversicherungsschutz bestehen. Die volle oder teilweise Freistellung im Rahmen der Pflegezeit erfordert neben einigen anderen rechtlichen Voraussetzungen auch den Nachweis der Pflegebedürftigkeit des Angehörigen. Die unbezahlte Freistellung oder Teilzeitarbeit kann über einen Zeitraum von maximal sechs Monaten stattfinden und wird nur in Unternehmen mit mehr als 15 Beschäftigten gewährt. Für Beamte gilt das Pflegezeitgesetz nicht, für sie gibt es gesonderte gesetzliche Regelungen.